# Стадион Дубочица
Стадион Дубочица је фудбалски стадион у Лесковцу, Србија. Власник стадиона је град Лесковац, а корисник фудбалски клуб Дубочица. Стадион се састоји од четири трибине укупног капацитета 8.136 места.

## Стари стадион
На месту садашњег стадиона, налазио се Градски стадион. Поседовао је западну трибину капацитета 2.514, док је источна примала око 4.500 гледалаца. Стадион је био у власништву града и деценијама је био у запуштеном стању због оскудних средстава. Недостајали су рефлектори и струја, а стадион је често био на мети вандала.

## Нови стадион
У марту 2021. године почело је рушење старог стадиона, а у јулу 2021. години почела је изградња новог стадиона. Вредност радова на стадиону је скоро 2,5 милијарди динара, а новац је обезбедила Канцеларија за управљање јавним улагањима. Извођач радова била је новосадска фирма ГАТ.
Стадион је завршен у пролеће 2023. године. Висина објекта стадиона је 16,3 метара, висина стубова рефлектора 32 метра, димензије фудбалског терена 105×68 метара, а укупно терен са околином 121×85 метара. На стадиону је постављена „хибридна трава“, мешавина вештачке и природне траве.
Свечано је отворен 21. августа 2023. године утакмицом Прве лиге Србије између Дубочице и Новог Сада.